# Костёл Святого Якуба
Костёл Святого Якуба — один из древнейших костёлов Луцка, построенный неподалёку от Рыночной площади и армянской церкви. На сегодняшний день не существует. Точная дата его постройки неизвестна, упоминается в XVI веке. Во время пожара в 1845 году оказался разрушен и впоследствии был разобран. В последние 70 лет своей деятельности принадлежал луцкой резиденции ордена бонифратров.
Погост храма застроен жилыми домами XIX-XX веков на нынешней улице Русской в историко-культурном заповеднике «Старый Луцк».

## Споры об учреждении
Достоверных сведений об основании храма найти не удалось, и разные исследователи придерживаются различных версий. Так, С. Терский пишет, что в северо-западной части луцкого центра города рядом с армянским кварталом находилась безымянная церковь, которую впоследствии отдали под костёл Святого Якуба. Другой автор, Т. Стецкий, обращает внимание на византийский характер архитектуры храма, не присущий костёлам. А Сендульский говорит про восточную ориентацию храма, как костёл мог использовать предыдущее здание, возможно, древний армянский храм. Ещё один автор, П. Троневич, считает, что предыдущие исследователи ошибались относительно перестройки православной церкви на костёл Якуба, поскольку его предшественники путали православную церковь Святого Якова Окольного замка с данным костёлом, посвящённый тому же святому.

## История
Первое истинное упоминание о костёле датируется 1545 годом. Король Сигизмунд II Август предоставил фундацийную грамоту костёлов. Храм находился неподалёку от Рыночной площади и мог играть роль одного из рыночных храмов при том условии, что геометрическая концепция Рынка окажется четырёхугольной, как это упоминается в Литовской метрике,, а не треугольной, как подают некоторые авторы. В любом случае, костёл располагался недалеко от Рынка. Территория граничила с армянским кварталом, в центре которого стояла церковь Святого Стефана.
Армянский храм вместе с костёлом Святого Якуба могли быть включены в так называемую третью линию обороны. В любом случае, оба храма были каменные, поскольку так требовала военная структура города и их расположение в нём. Наряду с костёлом находилось кладбище, что граничило с армянским.
Костёл также имел свою плебанию, к которой принадлежали некоторые дома в городе, на Заглушецком пригороде — Помостичах, Юриздици и Хмельнике — и рядом с костёлом Святого Креста. В собственности плебании также была корчма. На плебанских землях проживали люди, которые считались плебанскимы. То есть на них частично распространялась магистратская юрисдикция.

### Костёл в деле Лонского
В 1621 году построенная деревянная братская церковь была ограблена. Один из воров был пойман на месте. Им оказался католик Валентий Лонский. Магистратский суд вынес приговор — смерть на костре. Однако плебан Мартин Издембський костёла Святого Якуба вынес протест приговора. Он утверждал, что православные проникли в тюрьму и напоили Валентия так, что тот не смог исповедаться и принять причастие перед казнью. Самого Лонского сожгли не на Рынке, как это делали обычно, а рядом с костёлом Якуба. Более того, тело недопалили до конца и оставили валяться изувеченным возле костёла. Это было начало конфликтов между братством и католиками Луцка в следующие два десятилетия.

### Конфликт с бернардинами
Неподалёку северной границы Луцка находился костёл Святого Креста, который принадлежал ордену бернардинцев.
1646 году Агнешка Станишевская приобрела за 400 злотых для бернардинцев участок, принадлежавший плебании Святого Якуба. Однако покупка состоялась не прямым вкладом средств, а очевидно, перепись долга луцких евреев от Станишевской в костёл Святого Якуба. Согласно договору луцкие евреи должны были платить 10 % этой суммы ежегодно. Однако уже в первый год они договор не выполнили.
Священник костёла Якуба Мацей Поплавский, собрав людей, совершил наезд на свои прежние земли возле костёла, которые уже принадлежали бернардинам, но не были ещё оплачены евреями. В результате наезда произошло столкновение, в котором пострадали двое монахов, а бернардина Капанара был убит.
Тодийшний луцкий епископ Гембицкий Андрей уволил Поплавского. А члены луцкого конвента бернардинцев подали на Мацея в суд. Суд вынес приговор, согласно которому Мацей должен был возместить расходы на похороны монаха Капанара, передать бернардинам определённое количество воска, а также установить на бернардинском кладбище столб или часовню с изображением плачущего Иисуса. Спорный участок остался за бернардинами. А на кладбище вскоре была построена часовня Скорбящего Христа со скульптурными святых. В последующие века Анна Потоцкая, И. Вагнер и Казимеж Войняковский изображали часовню с кладбищем на своих работах.

### Вторая половина XVII—XIX века
В 1648 костёл был ограблен казаками. Также ограбили плебанские имения в селе Немецком вблизи Жидычина. Священник Мацей Поплавский подал жалобу.
Во второй половине XVII века плебания переживала подъём. Костёл был довольно зажиточным и превосходил бернардинский костёл Святого Креста. В то время плебаном был королевский секретарь и луцкий каноник Александр Могильницкий. В 1708 году плебаном был Пётр Гулевич.
В 1781 году произошёл крупный пожар Луцка. Пока неизвестно, пострадал костёл Святого Якуба, однако известно, что полностью сгорел костёл Марии Магдалины с монастырём бонифратров, которые располагались на пересечении Поперечной и Троицкой улиц.
Луцка кафедра передала костёл Святого Якуба бонифратам. Они возвели также монастырь и госпиталь. В 1845 году произошёл новый пожар, в котором сильно пострадал этот костёл. Через 3 года его закрыли, а в 1858 году продали на слом. Орден бонифратов был вынужден покинуть город, как и другие ордена, поскольку в то время российские власти активно боролась против католицизма на Волыни. За сохранение этого памятника активно выступил волынский польский писатель Юзеф Крашевский. Он выкупил костёл с той целью, чтобы не допустить его уничтожения. Однако это было бесполезно. Костёл разобрали. Впоследствии он писал:
 К сожалению, мы всегда ищем образов далеко за собой, перед собой и - никогда возле себя. Есть некий чар в чужой стороне, а своё такое уж переслушанное, увиденное, простое, что в конечном итоге мы теряем для него то чувство удивления, восхищения, которое мы ему должны, и даже познакомиться с ним поближе ленимся только потому, машинально и материально знаем его до скуки. Поэтому-то новоприбывший иностранец увидит в нас больше и лучше опишет. Эту будничную скорлупу окружающих вещей может легко разбить лишь маленькое усилие к наблюдению. Нам надо только захотеть обратить внимание на свой родной край и мы найдём в нём тысячи приманок, тысячи памятников, тысячи достойных удивления вещей! 

## Архитектура
Костёл Святого Якуба был однонефным ренессансным храмом с удлинёнными пресвитерием и абсидою. Размеры нави — 12,5 х16, 6 м, абсиды — 7,2 х13, 2 м. Абсида была ориентирована на восток. Входы находились с запада и юга.

## Захоронение шляхты
- Бонковские
- Высоцкие
- Жолендовские
- Закревские
- Мировицкие
- Мровинские
- Смиковские
- Терпиловские

## Галерея
- Дом на Караимской, 6
- Дом на Драгоманова, 4
- План костёла